# Sons of Northern Darkness
Albums de Immortal
Damned in Black
(2000) All Shall Fall
(2009)
Sons of Northern Darkness est le nom du septième album studio du groupe de black metal norvégien Immortal. Cet album est sorti le 4 février de l'année 2002 et est paru sous le label Nuclear Blast.
Sons of Northern Darkness est, comme son prédécesseur, Damned in Black, considéré comme étant un classique du black metal et parmi les meilleurs du genre sortis pendant les années 2000.

## Composition du groupe
- Chant / guitare: Abbath
- Batterie: Horgh
- Basse: Iscariah

## Liste des titres
1. One by One - 5:00
2. Sons of Northern Darkness - 4:47
3. Tyrants - 6:18
4. Demonium - 3:57
5. Within the Dark Mind - 7:31
6. In My Kingdom Cold - 7:17
7. Antarctica - 7:12
8. Beyond the North Waves - 8:06

## En plus
Cet album a, comme les deux précédents, été réédité en 2005. Cette réédition comporte un DVD sur lequel figurent une galerie de photos et un concert très mal filmé (un seul angle de vue, au caméscope, tout au fond de la salle, avec une image souvent floue) donné au BB Kings Club de New York en 2003.

## Liste des chansons du concert
1. Wrath From Above
2. Damned In Black
3. One By One
4. Tyrants (part 1)
5. Tyrants (part 2)
6. Solarfall
7. Beyond The North Waves
8. Withstand The Fall Of Time (extrait) (ce bout de chanson n'est pas officiellement marqué sur le DVD)